# Джим Лондос
Джим Лондос (англ.  Jim Londos; настоящее имя Христос Теофилу  (греч. Χρήστος Θεοφίλου; 2 января 1897, Куцоподи, Арголида, Греция — 19 августа 1975, Escondido, Калифорния, США) — американский профессиональный рестлер греческого происхождения, чьё имя в Греции середины XX века стало синонимом сильного мужчины. Был членом Американо-греческого прогрессивного просветительского союза.

## Биография
Лондос родился в селе Куцоподион в Арголиде 2 января 1897 года. Настоящее имя Христос Теофилу. Христос Теофилу был самым младшим из 13 братьев. Обосновался в США в возрасте 14 лет. Первоначально работал грузчиком, носильщиком, натурщиком для художников и фотографов. Одновременно увлёкся вольной борьбой. Через 3 года после начала своей борцовской карьеры стал одним из самых известных борцов-любителей в округе Сан-Франциско.
Будучи уже известным борцом-любителем, работал в цирке в акробатическом номере, после чего перешёл в профессиональную борьбу. Первоначально выступал под именем «Борющийся штукатур» Кристофер Теофелус («The Wrestling Plasterer» Christopher Theophelus), позже стал выступать под именем Джим Лондос (Jim Londos). Одарённый удивительной природной силой и технически хорошо подготовленный, он стал кумиром болельщиков, не только греков но и всего мира. Располагая редкой выносливостью, он выступил в невероятно большом ряде поединков в Америке, Европе, Африке (Египте) и Австралии. Сочетал физическую силу с техникой борьбы. Он стал вскоре известен своим т. н. «авиационным приёмом», которым нейтрализовал своих противников.
В его борцовской карьере в США, Лондосу оказал поддержку греческий олимпийский чемпион в тяжёлой атлетике (1906) Димитриос Тофалос, который в США стал профессиональным борцом. Впоследствии Тофалос стал менеджером и тренером Лондоса.

### Соматометрические размеры
Лондос был невысокого роста, но крепкого телосложения. В период своего расцвета его соматометрические данные были следующими:
- высота: 1,68 м.
- вес: 88 кг.
- окружность шеи: 0,47 м.
- окружность груди: 1,15—1,20 м.
- окружность бёдер: 0,55 м.

### Борцовские этапы
Лондос выиграл большое число титулов в борьбе, самым значительным из которых стал титул чемпиона мира в сверхтяжёлой весовой категории, который он получил 18 ноября 1938 года.
Одним из самых сильных его соперников, согласно спортивным обозревателям той эпохи, был «душитель Льюис» (Ed «Strangler» Lewis, 1891—1966).
На своём пути к вершине Лондос одержал множество побед, в том числе:
- 1916: дважды победил русского американца Эйдзаза, чемпиона западных американских штатов.
- 1917: одержал победу над Питерсоном, чемпионом тихоокеанских американских штатов.
- 1918: победил норвежца Бенсона, чемпиона Орегона.
- 1921: победил греко-американского чемпиона США Димитреллиса и был провозглашён чемпионом США.
- 1926: сыграл вничью с «Стекером» Браунингом и не сумел отнять у него титул чемпиона мира. В продолжение Стекер проиграл Льюису и был назначен поединок Лондоса-Льюиса.
- 1927: на поединок за титул чемпиона мира Льюис не появился. Был назначен крайний срок в один месяц для проведения поединка, по истечении которого Лондос был официально провозглашён чемпионом мира.
- 6 июня 1930 года: Лондос вызвал на поединок в США тогдашнего чемпиона мира Дика Шиката (Dick Shikat), над которым одержал убедительную победу, получив одновременно титул чемпиона мира в тяжёлой весовой категории National Wrestling Association.
- 10 августа 1937 года: Лондос одержал в Париже победу над претендентом на титул чемпиона поляком Збышко.
- 18 ноября 1938 года: стал чемпионом мира в супертяжёлой весовой категории (World heavyweight championship) и получил известный золотой и украшенный алмазами пояс. Сохранил свой титул до 1946 года когда отошёл от активной деятельности[2].

### Последние годы
После 1946 года Лондос отошёл от активной деятельности, сохраняя почётный титул пожизненного чемпиона мира.
Ушёл на пенсию в 1953 году.
В оставшиеся годы своей жизни работал в благотворительных организациях, в особенности по уходу и защите греческих сирот, жертв Второй мировой войны. За свою филантропическую деятельность был награждён греческим и американским правительствами, королём Греции Павлом и президентом США Никсоном.
Джим Лондос умер от инфаркта 19 августа 1975 года. Похоронен в Мемориальном парке Ок-Хилл в Эскондидо в штате Калифорния, где ему и установлен памятник.

## В Греции
В ноябре 1928 года Лондос совершил поездку в Грецию, где организовал на древнем Панафинейском стадионе поединок против непобедимого до того чемпиона Европы американского поляка Збышко и одержал победу. Тренировки Лондоса собирали тысячи зрителей, не говоря уже о столпотворении зрителей на официальном выступлении, несмотря на дождь. Поединок был организован с большой торжественностью. Организатором была газета «Атлитики» и почётными соорганизаторами были министр просвещения Греции, посольства США и Польши, Олимпийский комитет, Федерация спорта Греции, мэр Афин и др. Бой был отложен дважды. В первый раз потому что Лондос заболел лихорадкой, во второй по причине плохой погоды. Поединок состоялся наконец 2 декабря 1928 года.
В 1933 году Лондос вернулся в Грецию и вновь боролся на Панафинейском стадионе, где одержал победу над русским (в действительности грузинским) гигантом Кола Квариани (Kola Kwariani 1903—1980). Поединок был организован основанным в Смирне спортивным клубом «Паниониос» (Всеионийский), который после Малоазийской катастрофе и Смирненской резни был возрождён в Афинах малоазийскими беженцами. Целью поединка было оказать финансовую поддержку для сооружения стадиона в афинском квартале Новая Смирна. По случаю этой победы, греческий бард и один из основоположников музыкального стиля Ребетико, Маркос Вамвакарис, написал и записал на винил песню в ритме танца «зейбекико».
Имя Лондоса стало легендой в Греции. В десятилетия 1950—1960-х годов во всей Греции, когда хотели охарактеризовать сильного человека, именовали его «Джимлондо», искажая имя греко-американского борца. Его имя также упоминается в нескольких греческих песнях той эпохи.
Кроме прочего, Лондос стал более известным и по отношению к преуспевающими в бизнесе греко-американцам.